# Caletor unguidens
Caletor unguidens is een hooiwagen uit de familie Epedanidae. De originele naamcombinatie (protoniem) is Caletor unguidens Loman, 1892.